# C/2015 TQ209 (LINEAR)
C/2015 TQ209 (LINEAR) — одна з довгоперіодичних параболічних комет. Ця комета була відкрита 10 жовтня 2015 року; блиск на час відкриття: 19.2m.